# Ulrich von Eyczing
Ulrich von Eyczing (* um 1395; † 20. November 1460 in Schrattenthal) war ein Angehöriger des österreichischen und bairischen Adels im Herzogtum Österreich (ob und unter der Enns), der in Auseinandersetzungen um die Herrschaft nach dem Tod von Herzog Albrecht V. von Österreich verwickelt war. Er wird mit Georg von Podiebrad und Janos Hunyady verglichen, die beide zu Reichsverwesern aufstiegen, und ihm werden ähnliche Pläne für das Herzogtum Österreich unterstellt.

## Herkunft
Ulrich gehörte zur Familie von Eyczing, die im Mittelalter im Bereich der heutigen Bundesländer Bayern, Oberösterreich und Niederösterreich ansässig war. Sein Vater dürfte jener Georg (Görig) Eitzinger (Sohn eines Stephans) gewesen sein, der 1387 als Zeuge in einem Gerichtsverfahren der Rieder Schranne nachgewiesen ist und 1397 ein Urbar anfertigen ließ. Seine Geschwister waren Oswald von Eyczing, Stephan von Eyczing und Elisabeth von Eitzing.
Sein Wappenschild war schräg rechts geteilt, unten rot und schwarz und mit drei silbernen Kugeln schräg untereinander, auf dem Helm zwei Büffelhörnern, die mit Kugeln besteckt.

## Leben
Seine Jugend soll er am Hof von Herzog Ernst I. von Österreich verbracht haben, später war er in Diensten von Herzog Albrechts IV. von Österreich und Herzog Albrecht V. von Österreich, dem späteren König Albrecht II. (HRR). Er zeichnete sich vor allem im Abwehrkampf gegen die Hussiten aus. 1430 ist er als Pfleger zu Dürnstein nachgewiesen, 1433 als Hauptmann zu Eggenburg und Znaim.
Am 4. April 1434 erwarb er Schrattenthal an der Grenze zwischen Wald- und Weinviertel. Dank weiterer Zukäufe (darunter der Grenzburg Kaya) besaß er schließlich Güter von der Donau bis nach Mähren. 1435 wurde Schrattenthal sein Hauptsitz, den er ausbauen ließ.
1437–1440 war er Hubmeister von König Albrecht II., 1439 wurde er gemeinsam mit seinen Brüdern in den Freiherrnstand erhoben. Nach Albrechts Tod unterstützte er dessen Witwe Elisabeth bei ihrem Kampf um die Nachfolge von Ladislaus Postumus. Bis ca. 1446 findet sich Ulrich, der zu dieser Zeit eine Zwischenstellung zwischen den österreichischen Ständen und der Zentralgewalt einnahm, auch im Dienst von  König Friedrich III., dem späteren Kaiser Friedrich III.
Am 14. Oktober 1451 wurde unter seiner Führung der Mailberger Bund mit 250 Mitgliedern geschlossen. Bei der darauf folgenden Auseinandersetzung mit Friedrich III. um die Vormundschaft für Ladislaus Postumus, wurde er von  Ulrich von Cilli zunächst verdrängt und schließlich entmachtet. Nach dessen Verbannung gehörte Ulrich von Eyczing 1453–1455 dem ständischen Regentschaftsrat für Ladislaus an, ehe dieser 1455 aufgelöst wurde.
Nach dem Tod von Ladislaus Postumus wurde er am 23. Dezember 1457 als Landesverweser eingesetzt und auf dem Wiener Landtag im Jänner 1458 in diesem Amt bestätigt. Als er in den Auseinandersetzungen um die Nachfolge im Herzogtum Österreich (ob und unter der Enns) zunächst den Kaiser unterstützte, wurde er von Erzherzog Albrecht VI. von Österreich vorübergehend gefangen gesetzt. Nachdem er durch die Intervention des Kaisers wieder frei gelassen worden war, versuchte er noch kurz vor seinem Tod in Göllersdorf einen neuen ständischen Bund gegen die Lehens-Revindikationspolitik des Kaisers zu organisieren, was ihm dieses Mal aber nicht gelang.
Ulrich starb wenig später am 20. November 1460 im Alter von ca. 62 Jahren (vermutlich an der Pest). Beigesetzt wurde er in der Pfarrkirche von Schrattenthal.

## Familienverhältnisse
Ulrichs Ehefrau Barbara (gest. um 1480) stammte aus einer Passauer Rittersfamilie. Ihr Vater Stephan Kraft war Salzamtmann in Gmunden und später Pfleger im Ischlland und Steyr, ihre Mutter die Tochter des österreichischen Münzmeisters Dietrich Prenner.

## Beurteilung durch Zeitgenossen
In der zeitgenössischen Beurteilung wird Ulrich von Eyczing sehr unterschiedlich gesehen. Eine recht positive Beschreibung gibt Helene Kottanner in ihren Denkwürdigkeiten. Durchgesetzt hat sich jedoch die negative Beschreibung von ihm als ehrgeizigen Aufsteiger, die Aeneas Sylvius Piccolomini in der Historia Austrialis gibt. Nicht außer Acht gelassen sollte, dass diese Urteile sicher nicht objektiv sind, sondern von der politischen Einstellung der Berichtenden abhängen. Aufsteiger waren zu seiner Zeit außerdem umstritten.

## Zeitgenössische Quellen
- Eneas Silvius Piccolomini: Historia Austrialis. Teil 1, 1. Redaktion. Monumenta Germaniae Historia Band XXIV, 1. Knödler, Julia (Hrsg.). Hannover. 2009.
- Eneas Silvius Picolomini: Historia Austrialis. Teil 2, 2. und 3. Redaktion. Monumenta Germaniae Historia Band XXIV, 2. Wagendorfer, Martin von (Hrsg.). Hannover. 2009.
- Aeneas Silvius Piccolomini: Historia Austrialis. Österreichische Geschichte. Übersetzt von Jürgen Sarnowsky. (Ausgewählte Quellen zur Deutschen Geschichte des Mittelalters. Freiherr – vom – Stein Gedächtnisausgabe. Nr. 44). Darmstadt. 2005. (Deutsche Übersetzung)
- Karl Mollay (Hrsg.): Die Denkwürdigkeiten der Helene Kottannerin (1439–1440). Vienna 1971. (Edition)